# Adrián Ortolá
Adrián Ortolá Vañó (Jávea, 20 augustus 1993) is een Spaans voetballer die als doelman speelt. Sinds 2016 speelt hij voor Deportivo Alavés.

## Clubcarrière
Ortolá debuteerde tijdens het seizoen 2012/13 voor Villarreal CF B in de Segunda División B. Hij kwam tot negen optredens op het derde niveau. In juli 2013 verruilde hij Villarreal B voor FC Barcelona B. Hij debuteerde op 30 november 2013 in de Segunda División tegen Córdoba CF. Hij was aanvankelijk tweede doelman bij FC Barcelona B, na de vier jaar oudere Jordi Masip. In het seizoen 2015/2016 was Ortolá eerste keus. In 2016 vertrok de doelman naar Deportivo Alavés, dat dat jaar was gepromoveerd naar de Primera División.

## Statistieken
| Seizoen         | Club                  | Competitie         | Competitie | Competitie | Beker | Beker | Supercup | Supercup | Europa | Europa | Totaal | Totaal |
| Seizoen         | Club                  | Competitie         | Wed.       | Dlp.       | Wed.  | Dlp.  | Wed.     | Dlp.     | Wed.   | Dlp.   | Wed.   | Dlp.   |
| --------------- | --------------------- | ------------------ | ---------- | ---------- | ----- | ----- | -------- | -------- | ------ | ------ | ------ | ------ |
| 2011-2012       | Villarreal CF B       | Segunda División B | 0          | 0          | 0     | 0     | —        | —        | —      | —      | 0      | 0      |
| 2012-2013       | Villarreal CF B       | Segunda División B | 9          | 0          | 0     | 0     | —        | —        | —      | —      | 9      | 0      |
| 2013-2014       | FC Barcelona B        | Segunda División A | 7          | 0          | 0     | 0     | —        | —        | —      | —      | 7      | 0      |
| 2014-2015       | FC Barcelona B        | Segunda División A | 26         | 0          | 0     | 0     | —        | —        | —      | —      | 26     | 0      |
| 2015-2016       | FC Barcelona B        | Segunda División B | 34         | 0          | 0     | 0     | —        | —        | —      | —      | 34     | 0      |
| 2016-2017       | → Deportivo Alavés    | Primera División   | 2          | 0          | 6     | 0     | —        | —        | —      | —      | 8      | 0      |
| 2017-2018       | FC Barcelona B        | Segunda División A | 30         | 0          | 0     | 0     | —        | —        | —      | —      | 30     | 0      |
| 2018-2019       | → Deportivo La Coruña | Segunda División A | 0          | 0          | 1     | 0     | —        | —        | —      | —      | 1      | 0      |
| Carrière totaal | Carrière totaal       | Carrière totaal    | 108        | 0          | 7     | 0     | 0        | 0        | 0      | 0      | 115    | 0      |

## Interlandcarrière
Ortolá kwam reeds uit voor diverse Spaanse nationale jeugdselecties. Hij speelde onder meer vier interlands voor Spanje Onder-20.
1 Parreño ·
4 Martinez ·
5 Barcia ·
6 Petxarroman ·
7 Pérez  ·
8 Villares ·
9 Barbero · 
10 Hernández ·
11 Álvarez ·
12 Mfulu ·
13 Puerto ·
14 Herrera ·
15 Vázquez ·
16 Gauto ·
17 Mella ·
18 Escudero ·
19 Sánchez ·
20 Ángel ·
21 Soriano ·
22 Rama ·
23 Navarro ·
24 Bouldini ·
25 Leite ·
28 Patino ·
33 Obrador ·
Coach: Idiakez